# Li Fang (Tennisspielerin)
Li Fang (* 1. Januar 1973 in Hunan) ist eine ehemalige chinesische Tennisspielerin.

## Karriere
Auf der WTA Tour gewann sie zwei Doppeltitel und auf dem ITF Women’s Circuit waren es sieben Einzel- und ein Doppeltitel.
Für die chinesische Fed-Cup-Mannschaft bestritt sie von 1989 bis 2000 33 Partien, von denen sie 20 gewann.
Li nahm für China auch an den Olympischen Spielen 1992 in Barcelona teil.

## Turniersiege

### Doppel
| Nr. | Datum        | Turnier   | Kategorie    | Belag             | Partnerin        | Finalgegnerinnen            | Ergebnis |
| --- | ------------ | --------- | ------------ | ----------------- | ---------------- | --------------------------- | -------- |
| 1.  | Juli 1993    | Kitzbühel | WTA Tier III | Sand              | Dominique Monami | Maja Murić Pavlína Rajzlová | 6:2, 6:1 |
| 2.  | Februar 1994 | Peking    | WTA Tier IV  | Hartplatz (Halle) | Chen Li Ling     | Kerry-Anne Guse Valda Lake  | 6:0, 6:2 |

## Abschneiden bei Grand-Slam-Turnieren

### Einzel
| Turnier         | 1992 | 1993 | 1994 | 1995 | 1996 | 1997 | 1998 | 1999 | Bilanz | Karriere |
| --------------- | ---- | ---- | ---- | ---- | ---- | ---- | ---- | ---- | ------ | -------- |
| Australian Open | 3    | 1    | 1    | 1    | 1    | —    | 1    | 2    | 3:7    | 3        |
| French Open     | 1    | —    | 2    | —    | —    | —    | 1    | 1    | 1:4    | 2        |
| Wimbledon       | 1    | 1    | 2    | —    | —    | —    | 1    | 1    | 1:5    | 2        |
| US Open         | 2    | 1    | 1    | 1    | —    | 1    | 1    | 2    | 2:7    | 2        |

### Doppel
| Turnier         | 1993 | 1994 | 1995 | Bilanz | Karriere |
| --------------- | ---- | ---- | ---- | ------ | -------- |
| Australian Open | —    | 1    | 1    | 0:2    | 1        |
| French Open     | —    | 1    | —    | 0:1    | 1        |
| Wimbledon       | 1    | —    | —    | 0:1    | 1        |
| US Open         | —    | 1    | —    | 0:1    | 1        |